# Bulbophyllum johnsonii
Bulbophyllum johnsonii là một loài phong lan thuộc chi Bulbophyllum.